# Zwischen Madrid und Paris
Zwischen Madrid und Paris (Originaltitel: The Sun Also Rises) ist eine US-amerikanische Verfilmung von Ernest Hemingways Roman Fiesta (1926) aus dem Jahr 1957. Unter der Regie von Henry King sind Tyrone Power, Ava Gardner, Mel Ferrer und Errol Flynn in den Hauptrollen zu sehen.

## Handlung
Nach seinem Einsatz im Ersten Weltkrieg entschließt sich der Amerikaner Jake Barnes, in Europa zu bleiben und in Paris als Reporter zu arbeiten. Wie viele seiner Generation sucht er nach kurzweiliger Unterhaltung, um sich zu vergnügen, aber auch um seine Impotenz zu kompensieren, an der er seit dem Krieg leidet. Eines Tages trifft er in einem Tanzlokal die überaus schöne Lady Brett Ashley, die ihn als Krankenschwester während des Kriegs gepflegt hat. Beide verlieben sich ineinander, doch verlieren sie sich zunächst wieder aus den Augen.
Zusammen mit seinem Freund Bill Gorton reist Jake nach Pamplona, um beim alljährlichen Stierlauf dabei zu sein. Dort angekommen, trifft er Brett in einer Stierkampfarena wieder. Sie ist in Begleitung von Robert Cohn und Mike Campbell, die beide ebenfalls in Brett verliebt sind. Aus Eifersucht entstehen in der Folgezeit zwischen den drei Männern mehr und mehr Spannungen. Unterdessen lässt sich Brett auf eine Affäre mit dem gefeierten Torero Pedro Romero ein, mit dem sie schließlich durchbrennt. Aus Angst, Pedros Karriere zu gefährden, beendet Brett jedoch die Beziehung. Als sie Jake zu sich nach Madrid ruft und ihm gesteht, dass sie sich nur auf Pedro eingelassen habe, um ihn zu vergessen, bittet sie ihn, mit ihr wegzugehen. Gemeinsam verlassen sie die spanische Hauptstadt.

## Hintergrund
Bereits Anfang der 1950er Jahre wollte Regisseur Howard Hawks Ernest Hemingways Roman Fiesta (1926) verfilmen und schlug unter anderem Ann Harding und Montgomery Clift für die Hauptrollen vor. Hawks verkaufte jedoch die Filmrechte an Darryl F. Zanuck, den Produktionschef von 20th Century Fox, der am Ende Henry King als Regisseur für das Projekt verpflichtete. King hatte bereits 1952 mit Schnee am Kilimandscharo einen Hemingway-Roman erfolgreich verfilmt. Die Dreharbeiten fanden daraufhin in Pamplona, Paris, Biarritz und Mexiko statt. Das von 20th Century Fox bereitgestellte Budget betrug fünf Millionen Dollar. Trotz hohem Budget und Starbesetzung kam Zwischen Madrid und Paris jedoch weniger gut bei Kritikern und Publikum an, die den Film als zu langatmig und die Darsteller als zu alt für ihre jeweiligen Rollen empfanden.
In Deutschland kam der Film am 25. Oktober 1957 mit einer FSK-Altersfreigabe ab 16 Jahren in die Kinos. Am 10. Mai 1975 wurde er erstmals vom ZDF im deutschen Fernsehen ausgestrahlt. Im Jahr 2008 erschien er auf DVD mit einer FSK-Altersfreigabe ab zwölf Jahren.

## Kritiken
Das Lexikon des internationalen Films konstatierte, dass Ernest Hemingways Romanvorlage, „ein zynisch-melancholisches Denkmal der ‚Verlorenen Generation‘“, in der Leinwandadaption „auf ein gefühlsstarkes Melodram verkürzt“ werde. „Die privaten Schicksale bleiben ohne politischen Bezug“, bemängelte das Lexikon. Gelungen seien jedoch „die Milieuschilderungen (besonders die spektakulären Stierkämpfe)“. Sie hätten „Kraft und Brillanz“. Variety befand seinerzeit, dass Hauptdarsteller Tyrone Power in seiner Rolle „hölzern“ und „nie wirklich glaubhaft“ sei. Ava Gardner liefere dagegen „eine weit sympathischere und glaubhaftere Vorstellung“. Es seien aber vor allem Errol Flynn und Eddie Albert, die „erstklassige Darstellungen ihrer Charaktere“ gezeigt hätten.
Hal Erickson vom All Movie Guide bezeichnete Zwischen Madrid und Paris rückblickend als eine „für die damalige Zeit […] ziemlich freimütige und werkgetreue Adaption“ des Hemingway-Romans. Allerdings neige sie „wie viele Großproduktionen der Ära […] stellenweise zur Oberflächlichkeit und Langeweile“. Herausragend innerhalb der Besetzung sei Errol Flynn. Er habe „die beste Darstellung des Films geliefert […], obwohl man auch meinen könnte, dass er in der Rolle des genusssüchtigen, trinkenden und ausgebrannten Mike Campbell sich vielmehr selbst spielt“.

## Deutsche Fassung
Die deutsche Synchronfassung entstand 1957 bei der Ultra Film Synchron in Berlin.
| Rolle               | Darsteller     | Synchronsprecher      |
| ------------------- | -------------- | --------------------- |
| Jacob „Jake“ Barnes | Tyrone Power   | Curt Ackermann        |
| Lady Brett Ashley   | Ava Gardner    | Edith Schneider       |
| Robert Cohn         | Mel Ferrer     | Gert Günther Hoffmann |
| Mike Campbell       | Errol Flynn    | Heinz Engelmann       |
| Bill Gorton         | Eddie Albert   | Arno Assmann          |
| Graf Mippipopolous  | Gregory Ratoff | Walther Suessenguth   |
| Georgette Aubin     | Juliette Gréco | Ethel Reschke         |
| Zizi                | Marcel Dalio   | Gerd Martienzen       |
| Militärarzt         | Henry Daniell  | Siegfried Schürenberg |
| Harris              | Bob Cunningham | Wolf Martini          |
| Pedro Romero        | Robert Evans   | Herbert Stass         |